# بوسویلر
بوسویلر (به فرانسوی: Buswiller) یک کمون در فرانسه با جمعیت ۲۰۱ نفر است که در Canton of Bouxwiller واقع شده‌است.